# محدوده روستایی

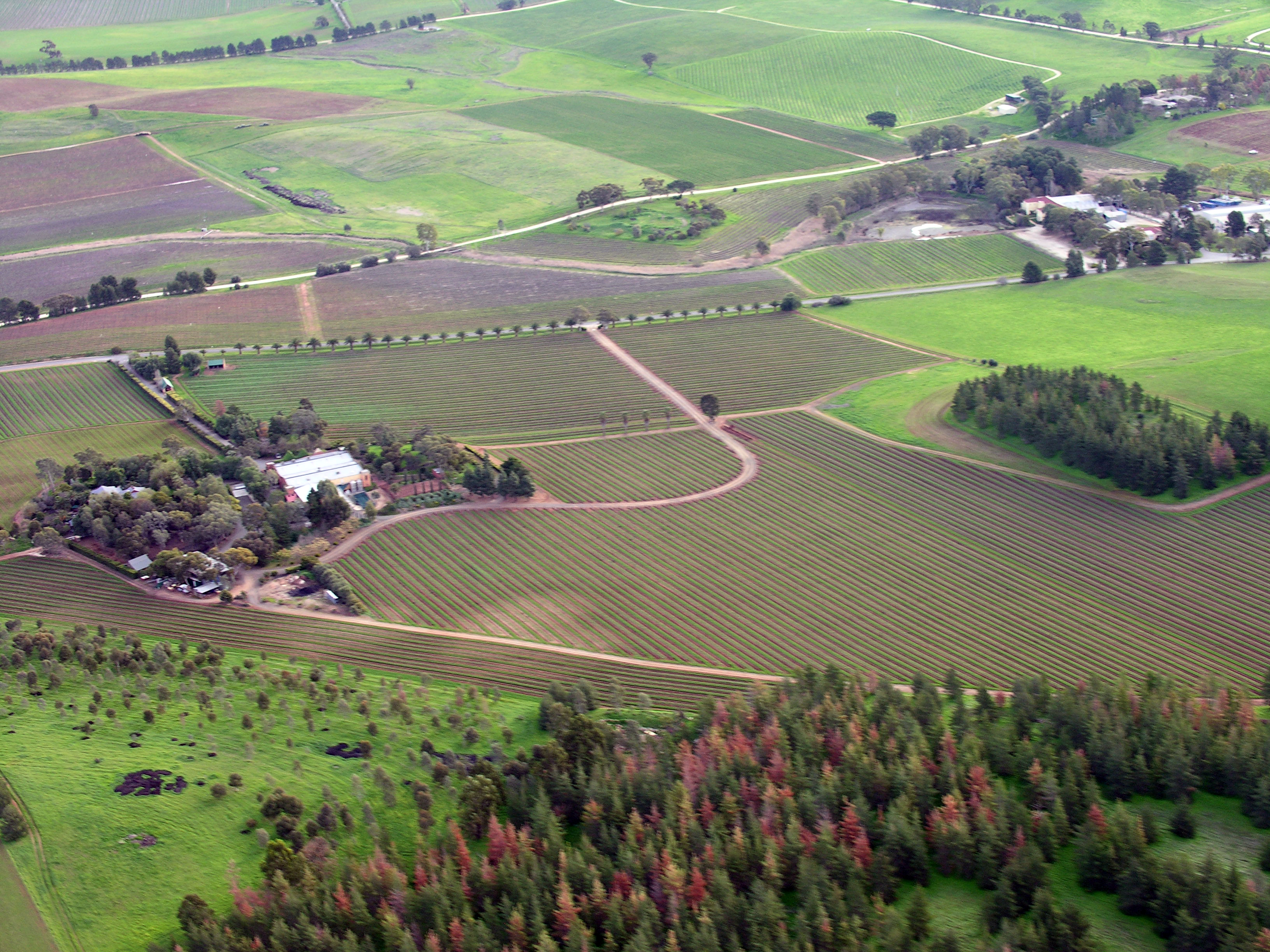
دره باروس، استرالیای جنوبی، مکانی مشهور برای تاکستانهایش

محدوده روستایی یا مناطق خوش آب و هوا (به انگلیسی: countryside) به زمین‌های اطراف شهرها گفته می‌شود که اکثر زمین‌ها برای مصارف کشاورزی کاربرد دارند و تراکم مکان‌های مسکونی نسبت به شهرها کمتر هست و معمولاً در مقیاس‌های بزرگ شهرک‌های اطراف یا شهرهای کوچک نیز جزو آن محسوب می‌گردند.
در کشورهای توسعه‌یافته با گسترش شهرها به مرور ییلاق‌ها محو شدند و به شهرها پیوستند و در تلاش برای نگهداری این فضاها هستند.
در فرهنگ فارسی محدوده روستایی مشابه ییلاق هست با این تفاوت که معمولاً ییلاق اشاره به عشایر و کوچ دارد ولی محدوده روستایی مربوط به مناطق خوش آب و هوا هست.

## ایالات متحده آمریکا
حدود ۸۵ درصد جمعیت ساکن در آمریکا در درون‌شهری و حومه شهرها زندگی می‌کنند.ولی مساحت شهرها ۱۰ درصد مساحت کشور است و مابقی را ییلاق‌ها تشکیل می‌دهند